# Gaio Aurunculeio
Gaio Aurunculeio in latino Gaius Aurunculeius (fl. 209 a.C.) è stato un politico e militare romano.

## Biografia
Gaio Aurunculeio, appartenente a una gens plebea, fu eletto pretore nel 209 a.C. e ricevette la provincia di Sardegna con due legioni, quelle che furono assegnate a Publio Manlio Vulsone, che in precedenza aveva governato quella provincia. Qui mantenne il comando anche l'anno successivo, dopo che l'imperio gli era stato prorogato.
A lui è riconducibile un gruppo di monete battute in Sardegna nel 209 e composto da quinario d'argento e da asse, semisse, triente, quadrante e sestante in bronzo.